# سنوريات
السِّنَّوْرِيَّات أو الهِرِّيَّات أو السنورية (الاسم العلمي: Felidae) فصيلةٌ من الحيوانات الثَّدْيِيَّة التي تضم كَثِيرًا من الأنواع مثل: الأُسُود، والبُبُور، والنُّمُور، والفُهُود، والقطط الأليفة والبرية، وأنواع عديدة أخرى.

## التطور
تعتبر هذه الفصيلة هي إحدى الفصائل التسعة التي تشكل رُتبة اللواحم. وقد ظهرت أولى السنوريات (البروايلورس) أثناء عصور الأوليجوسين المتأخر والميوسين المبكر.

## الخواص البدنية

### الشكل الخارجي
تكون متشابهة في شكل الوجه المستدير كما تملك جسماً مرناً مع ذيل طويل في كل السنوريات الذي يساعد على التوازن كما بإمكانها إخراج مخالبها. و تملك كل السنوريات علاماتٍ على أجسامها تختلف حسب حجمها وبيئتها ومناخها حيث يتمثل في فرو ناعم يبيض عندها فجهة البطن وأسفل الذقن عند القطط والفهود وغيرها من الببور والنمور .

### الحواس
تعتمد على حاسة الشم. كما أنها تمتلك حاسة بصر قوية تمكنها من رصد فريستها حتى في الليل...

### التسنين
تمتاز السنوريات بقلة عدد أسنانها، فهي لا تتجاوز الـ 32 سناً، وأكثرها له 30 سناً، في حين للكلب 42 سناً، لكنها تمتاز بأنيابها الحادة التي تستخدمها لتمزيق لحم فرائسها.
للسانها وظائف آلية تتجاوز التذوق، يلاحظ على سطحه العلوي حليمات مخروطية الشكل محاطة بأغماد شديدة التقرن مما يكسب اللسان مظهر المِبْرَد.
يغطي جسمها فراء تختلف ألوانه من الأشقر أو الرمادي أو البني، تزينه بقع وخطوط سود تختلف باختلاف الأنواع. وتستفيد هذه الحيوانات من تخطيط جسمها وبرقعته في التخفّي بين الأعشاب للتربّص بالفريسة ومباغتتها. كما تكيفت بعض السنوريات للعيش في المرتفعات الجبلية، مثل أسد الجبال، أو للسير على الجليد مثل النمر الأبيض.

## التصنيف
وتضم فصيلة السنوريات ثلاث أسر:
- السنوراوات (باللاتينية: Felinae)
- النمرية (باللاتينية: Pantherinae)
- ذات الأسنان السيفية (باللاتينية: Machairodontinae) † المنقرضة

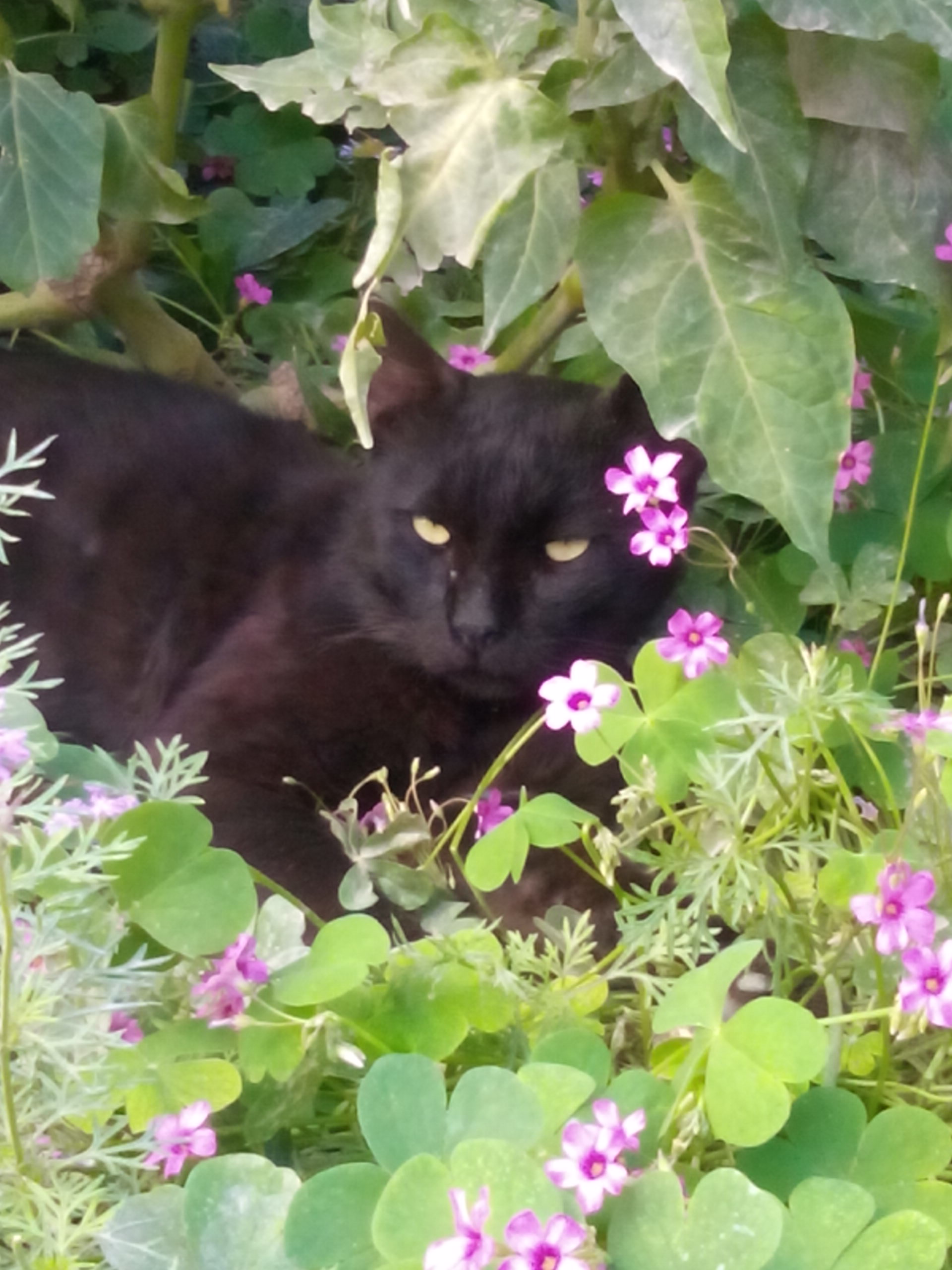
قط أسود

ويعيش في العالم الآن 41 نوعاً معروفاً من السنوريات، والتي أنحدرت جميعها من سلف مشترك قبل حوالي 10.8 مليون سنة. وقد نشأ هذا النوع السلف في آسيا، وانتشر عبر القارات من خلال عبوره الجسور الأرضية.
وتعتبر القطة الأليفة أو قطة المنزل أكثر السنوريات ألفة للإنسان، حيث ارتبطت معه قبل آلاف السنوات. ويرجع أصلها إلى القطة البرية، والتي ما زالت تعيش في أوروبا، و أفريقيا، وغرب القارة الآسيوية، بالرغم من أن تدمير موطنها الطبيعي قد حددا من انتشارها. وما زال هناك جدال علمي حول فصل النوعين (الأليف والبري) كنوعين منفصلين، ولكن أحدث التصنيفات العلمية يفرق بينهما.
ومن السنوريات الكبيرة المعروفة: الأسد والببر والنمر واليَغْوَر وأسد الجبال والفهد.
ومن السنوريات المُتوسطة الحجم: الوشق الأوراسي، وعناق الأرض (الكاراكال) أو الوشق الصحراوي، والوشق الأيبيري أو الإسباني، والوشق الأحمر، والوشق الكندي، والبج، والقط السماك.
ومن السنوريات الصغيرة المعروفة: القط الأليف، والضيون، وقط الرمال، والتفة، والسنور المغولي، والسنور أسود القوائم، والقط الجبلي الصيني.
كما تضم السنوريات: أسرة ذات الأسنان السيفية المنقرضة، والتي تشمل: القطط ذات الأسنان السيفية مثل السميلودون، وهي متباينة مع حيوانات مشابهة مثل ثيلاكوسميلوس أو نيمرافيدي.
أما أنواع السنوريات الباقية اليوم فعددها 41 وهي كالآتي:
- الأسرة النمرية:
  - جنس النمر
    - النمر
    - الأسد
    - الببر
    - اليغور
    - نمر الثلوج

  - جنس النمر الملطخ
    - النمر الملطخ
    - نمر سوندا الملطخ
- أسرة السنوراوات
  - جنس ثابتة المخالب
    - الفهد

  - جنس البوماء
    - أسد الجبال

  - جنس اليغورندي
    - اليغورندي

  - جنس السنور قبيح الأذنين
    - السنور المغولي

  - جنس السنور النمري
    - السنور المعرق

  - جنس الوشق
    - الوشق الكندي
    - الوشق الأوراسي
    - الوشق الأيبيري
    - الوشق الكُمَيْت

  - جنس البج
    - البج

  - جنس الغُنْجُل
    - السنور الذهبي الإفريقي
    - عناق الأرض

  - جنس السنور الكوجري
    - السنور الذهبي الآسيوي
    - قط خليج بورنيو

  - جنس القط
    - الضيون الأوروبي
    - قط الرمال
    - التفة
    - القط
    - السنور أسود القوائم
    - القط الجبلي الصيني
    - الضيون الإفريقي

  - جنس القط الآسيوي
    - القط السماك
    - القط النمري
    - القط مسطح الرأس
    - قط سوندا النمري
    - السنور صدئ الرقط

  - جنس القط النمري
    - قط البمبات
    - سنور الكودكود
    - سنور جيفري
    - الأصلوت
    - قط الببر الشمالي
    - المارج
    - قط الأنديز الجبلي
    - قط الببر الجنوبي

## معرض الصور

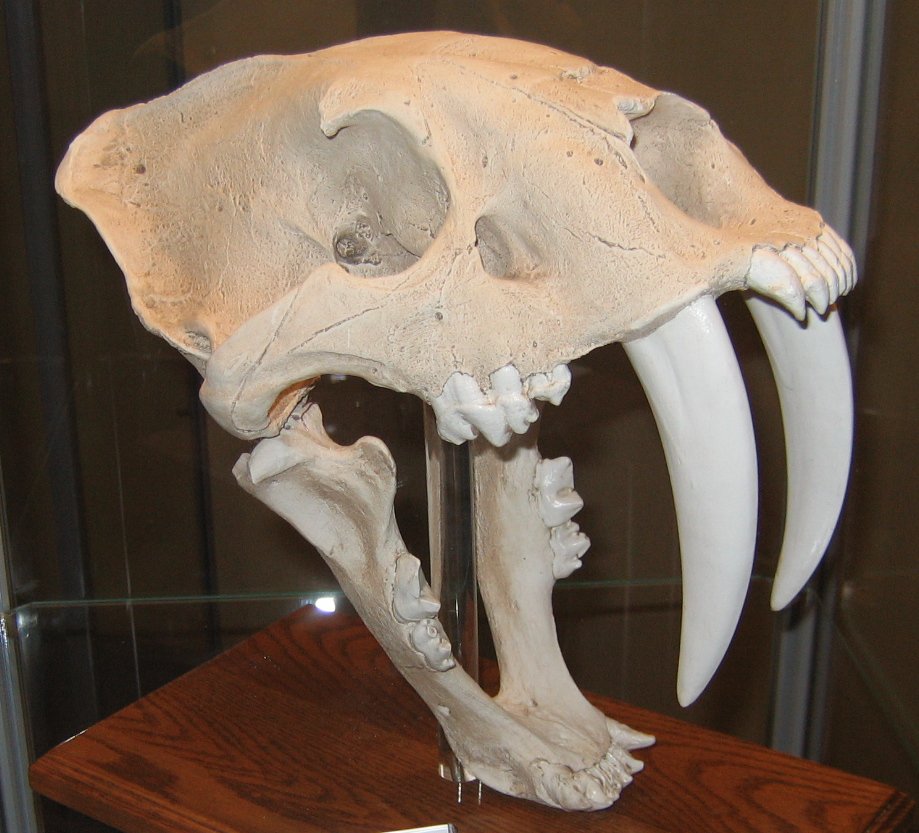
جمجمة سميلودون
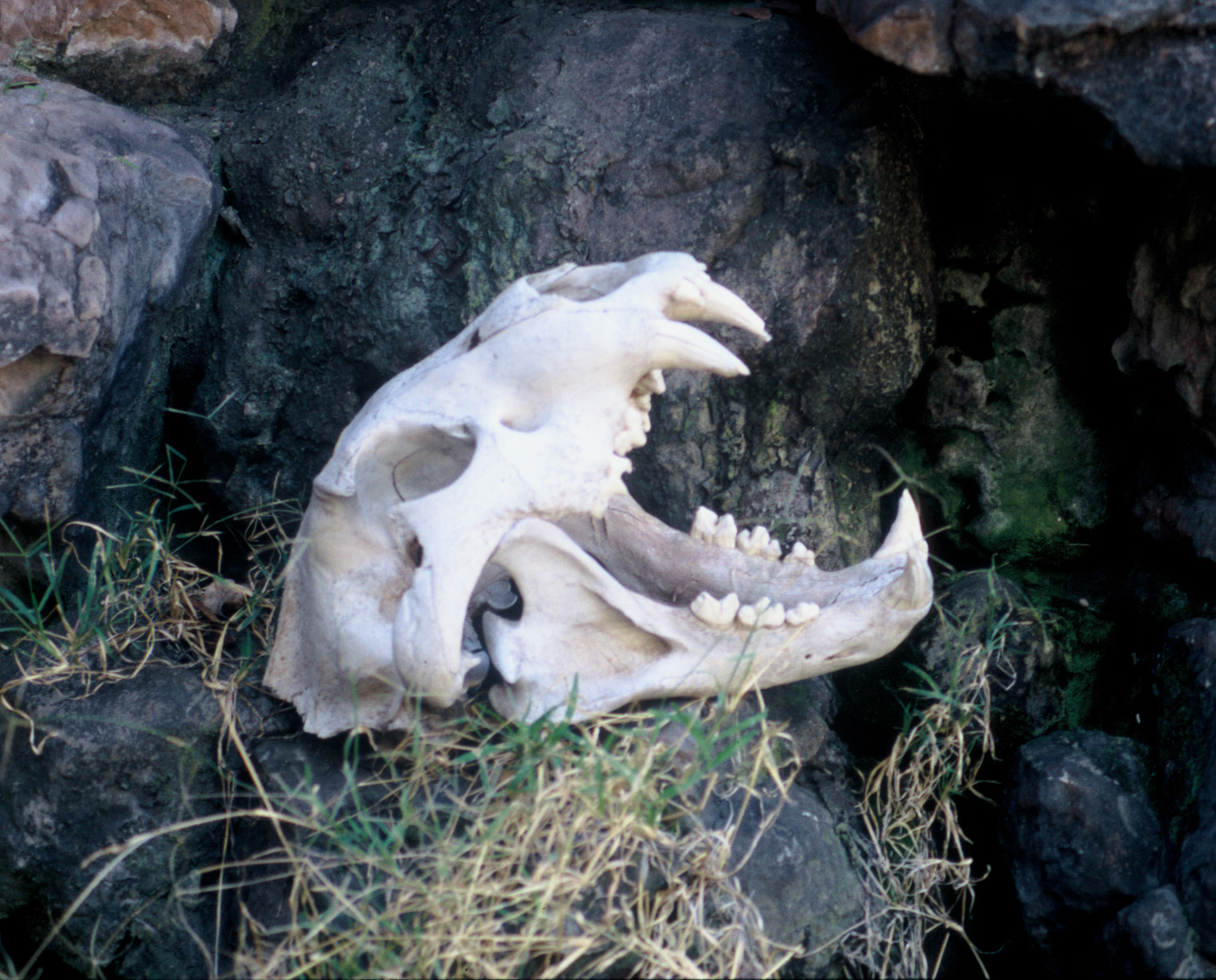
جمجمة أسد
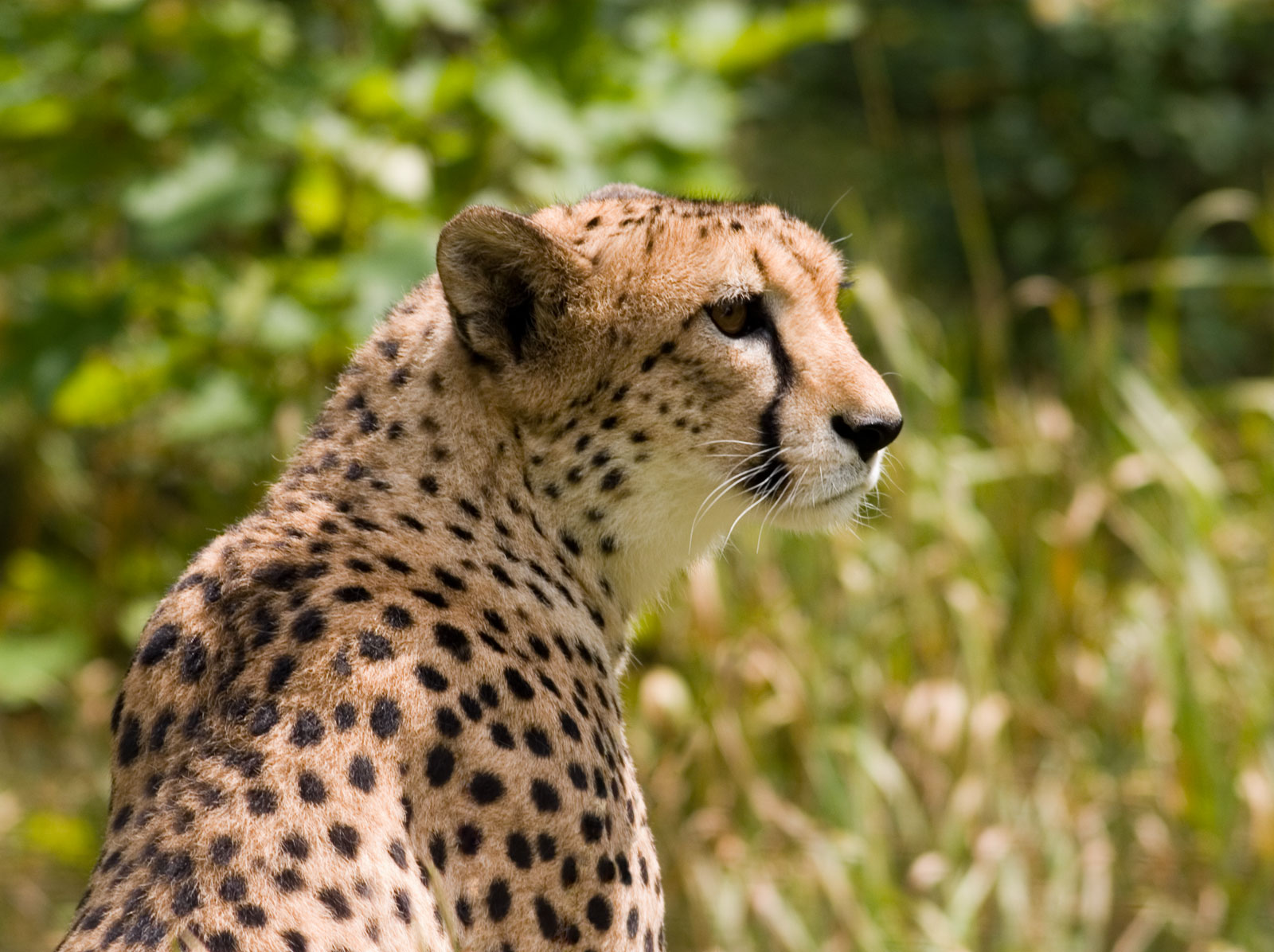
الفهد
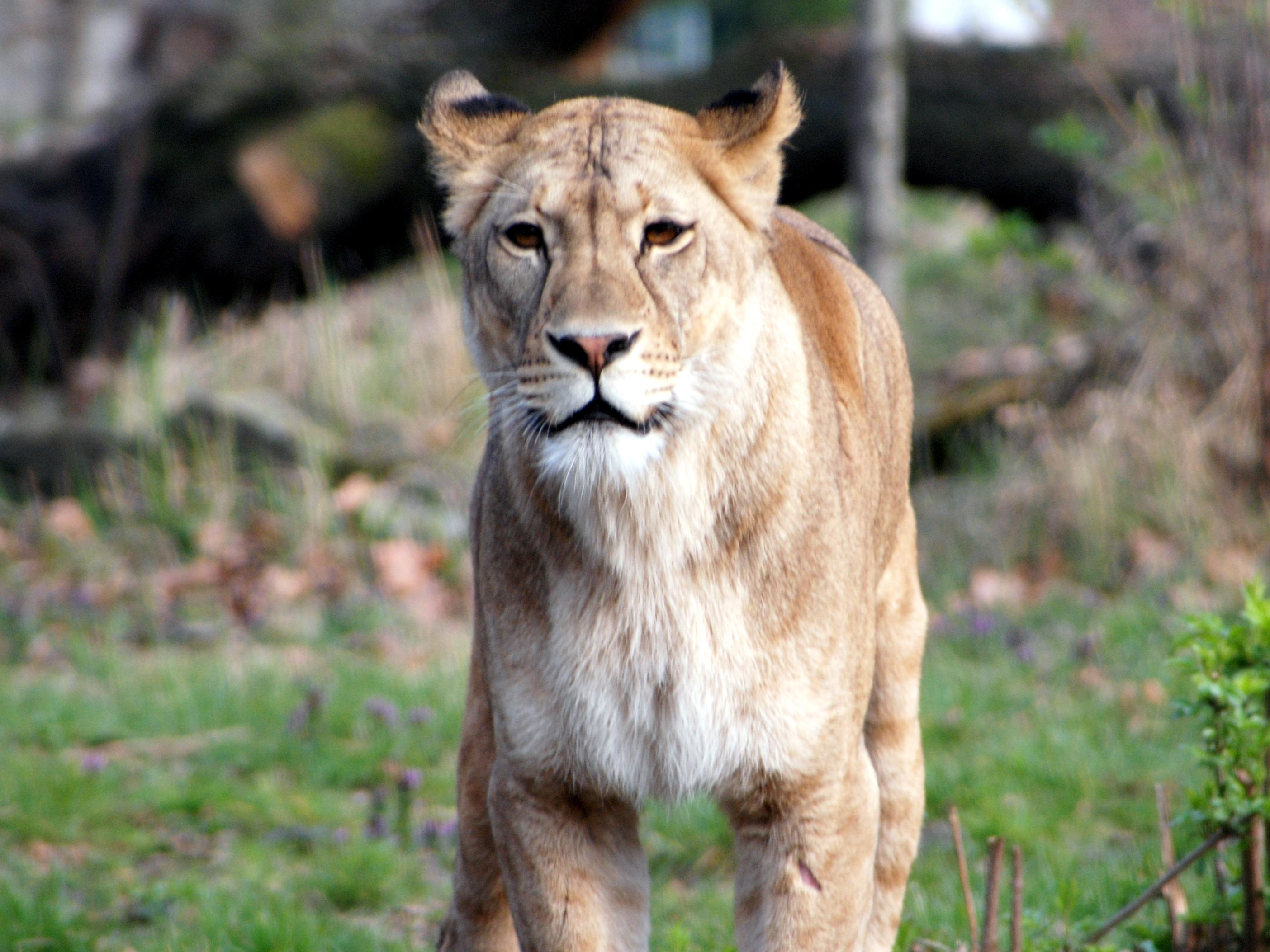
لبوة
اليغور
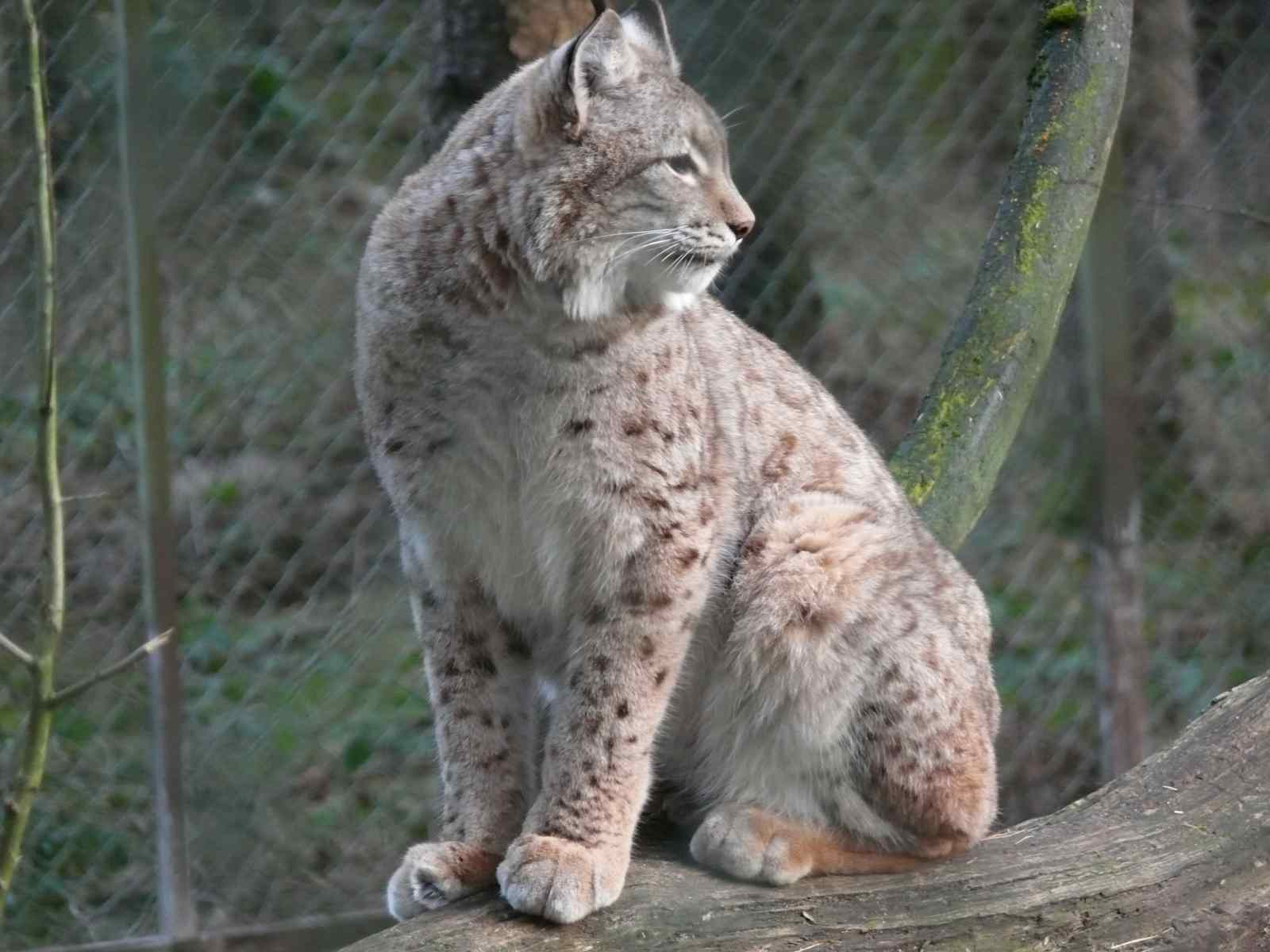
الوشق الأوراسي
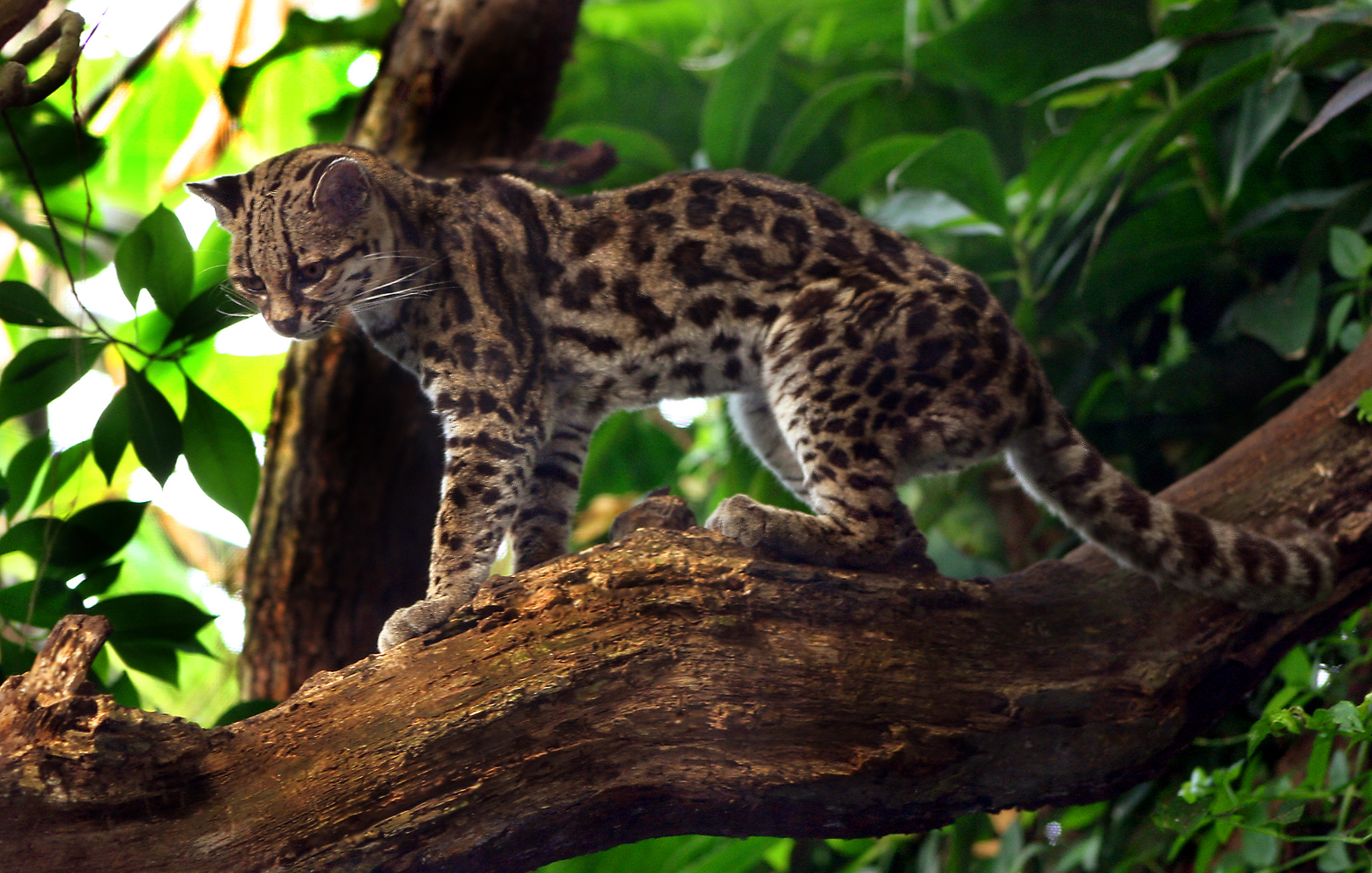
مارج
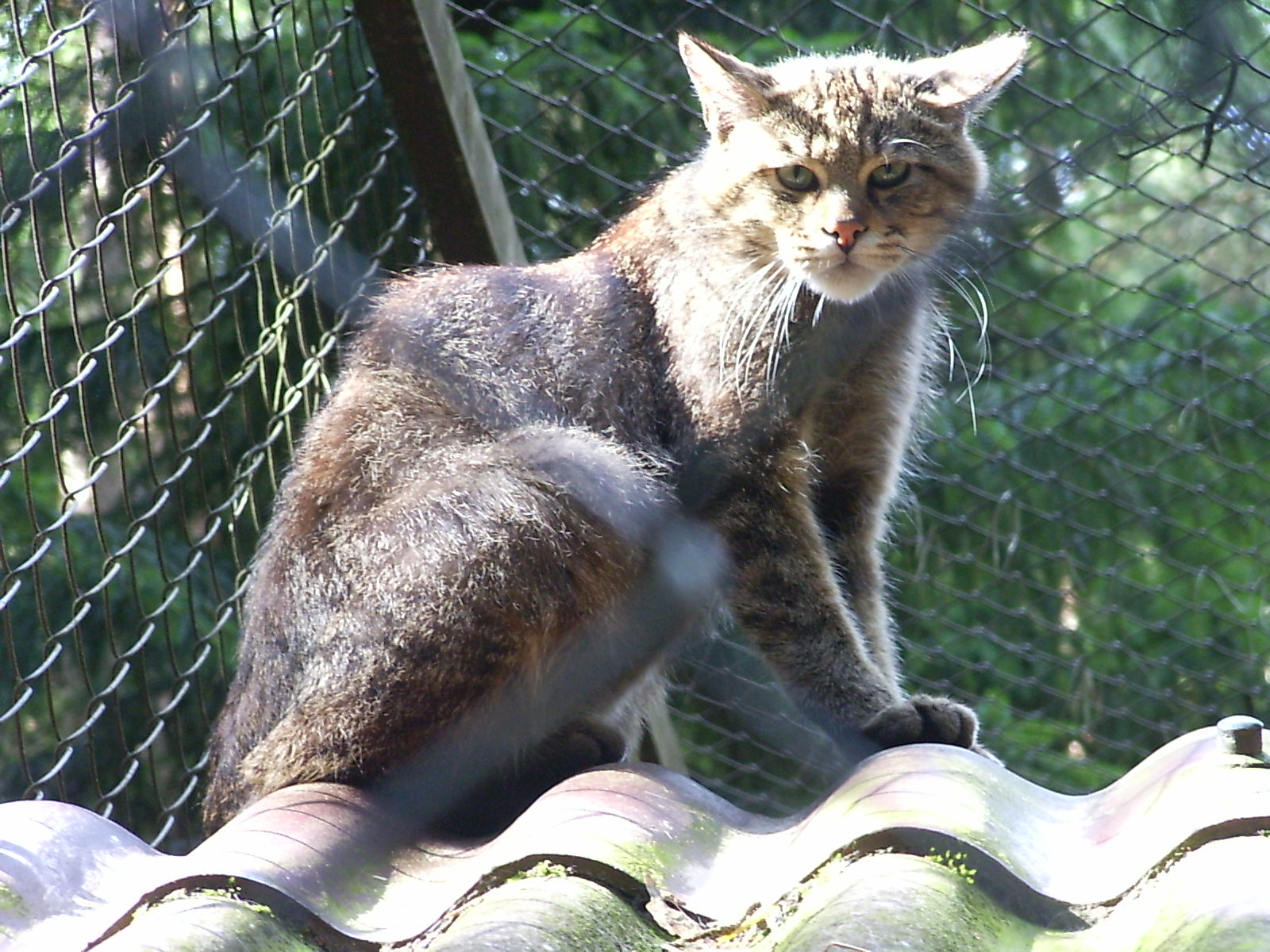
القط البري
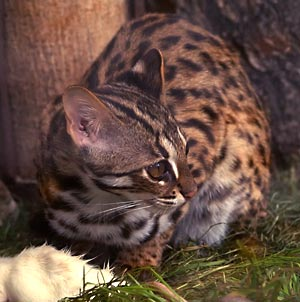
قط نمري (قط آسيوي)

## وصلات خارجية
- أطروحة دكتوراه: السنوريات العربية. رحلة عِلمية حيوانية في رُبوع فلسطين والبلاد العربية وأوروبا بين الأعوام 1980-2007. بقلم: د. نورمان علي بسام خلف اليافاوي. جامعة أشوود، الولايات المتحدة الأمريكية، 2007.